# DNL 2005/06
Die Saison 2005/06 war die fünfte Spielzeit seit Gründung der Deutschen Nachwuchsliga, der höchsten Nachwuchsliga im deutschen Eishockey.
Als Meister der Jugendbundesliga 2004/05 nahm der SC Bietigheim-Bissingen die Aufstiegsmöglichkeit in die DNL wahr.

## Teilnehmer
- EC Bad Tölz
- SC Bietigheim-Bissingen (Aufsteiger)
- Eisbären Juniors Berlin
- SC Riessersee
- Kölner EC
- Krefelder EV 1981
- EV Landshut
- Jungadler Mannheim
- Starbulls Rosenheim
- ES Weißwasser

## Modus
Die Vorrunde wurde als Doppelrunde ausgespielt. Anschließend spielten die Mannschaften auf Platz 1 bis 8 die Playoffs, während die Mannschaft auf Platz 10 sportlich aus der Liga abstieg.

## Vorrunde
| Pl. | Mannschaft              | Sp | S  | SOS | SON | N  | T   | GT  | Pkt |
| --- | ----------------------- | -- | -- | --- | --- | -- | --- | --- | --- |
| 1.  | Jungadler Mannheim      | 36 | 30 | 0   | 2   | 4  | 208 | 87  | 92  |
| 2.  | Starbulls Rosenheim     | 36 | 19 | 5   | 2   | 10 | 167 | 105 | 69  |
| 3.  | EC Bad Tölz             | 36 | 18 | 2   | 5   | 11 | 155 | 137 | 63  |
| 4.  | SC Riessersee           | 36 | 16 | 4   | 2   | 14 | 122 | 116 | 58  |
| 5.  | EV Landshut             | 36 | 15 | 5   | 2   | 14 | 151 | 118 | 57  |
| 6.  | Kölner EC               | 36 | 16 | 2   | 2   | 16 | 115 | 111 | 54  |
| 7.  | Eisbären Juniors Berlin | 36 | 13 | 4   | 5   | 14 | 135 | 163 | 52  |
| 8.  | Krefelder EV            | 36 | 13 | 2   | 3   | 18 | 118 | 139 | 46  |
| 9.  | SC Bietigheim           | 36 | 8  | 2   | 2   | 24 | 108 | 214 | 30  |
| 10. | ES Weißwasser           | 36 | 3  | 3   | 4   | 26 | 104 | 193 | 19  |

## Play-offs

### Viertelfinale
- Jungadler Mannheim – Krefelder EV 2:0 (10:2, 7:0)
- Starbulls Rosenheim – Eisbären Juniors Berlin 2:0 (7:3, 9:2)
- EC Bad Tölz – Kölner EC 1:2 (4:5 n. V., 6:0, 3:4)
- SC Riessersee – EV Landshut 1:2 (3:4, 5:2, 1:3)

### Halbfinale
- Jungadler Mannheim – Kölner EC 2:0 (3:2, 2:1)
- Starbulls Rosenheim – EV Landshut 2:1 (2:5, 4:1, 6:1)

### Finale
- Jungadler Mannheim – Starbulls Rosenheim 2:0 (8:4, 10:0)